# クワイ郡 (ニューメキシコ州)
クワイ郡 (英: Quay County) はアメリカ合衆国ニューメキシコ州にある郡。2000年の総人口は10,155人で、郡庁所在地はトゥクムカリ。ニューメキシコの州への昇格を支援したペンシルベニア州上院議員のマシュー・クワイにちなんで名付けられた。

## 地理
総面積は7,464 km² (2,882 mi²)。陸地面積は7,446 km² (2,875 mi²) で、水面積は18 km² (7 mi²)で全体の0.24%である。

## 近接する郡
- ユニオン郡 (ニューメキシコ州) - 北
- ハーディング郡 (ニューメキシコ州) - 北西
- サンミゲル郡 (ニューメキシコ州) - 西
- グアダルーペ郡 (ニューメキシコ州) - 西
- デバカ郡 (ニューメキシコ州) - 南西
- ルーズベルト郡 (ニューメキシコ州) - 南
- カリー郡 (ニューメキシコ州) - 南
- デフスミス郡 (テキサス州) - 南東
- オルドハム郡 (テキサス州) - 東
- ハートリー郡 (テキサス州) - 北東

## 人口統計
以下は2000年国勢調査における人口統計データである。
| 基礎データ - 人口: 10,155人 - 世帯数: 4,201世帯 - 家族数: 2,844家族 - 人口密度: 1/km² (4/mi²） - 住居数: 5,664軒 - 住居密度: 1/km² (2/mi²) 人種別人口構成 - 白人: 82.09% - アフリカン・アメリカン: 0.84% - ネイティブアメリカン: 1.27% - アジア人: 0.80% - 太平洋諸島系:0.15% - その他の人種: 12.11% - 混血(2人種間以上の): 2.75% - ヒスパニック・ラテン系: 37.98% 世帯と家族（対世帯数） - 全世帯数: 4,201世帯 - 18歳未満の子供がいる:28.90% - 結婚・同居している夫婦: 52.10% - 未婚・離婚・死別女性が世帯主: 12.00% - 非家族世帯: 32.30% - 単身世帯: 28.90% - 65歳以上の老人1人暮らし: 13.80% - 平均構成人数 - 世帯: 2.37人 - 家族: 2.90人 | 年齢別人口構成 - 18歳未満: 25.00% - 18-24歳: 6.70% - 25-44歳: 23.30% - 45-64歳: 26.00% - 65歳以上: 19.00% - 年齢の中央値: 42歳 - 性比（女性100人あたり男性の人口） - 総人口: 94.00人 - 18歳以上: 91.50人 収入と家計 - 収入の中央値 - 世帯: 24,894米ドル - 家族: 30,362米ドル - 性別 - 男性: 24,801米ドル - 女性: 17,500米ドル - 人口1人あたり収入: 14,938米ドル - 貧困線以下 - 対家族: 15.70% - 対人口: 20.90% - 18歳未満: 25.50% - 65歳以上: 15.80% |

## 主な市および町
- トゥクムカリ（郡庁所在地）
- ハウス
- Glenrio
- Logan
- Quay
- San Jon